# Буртаси (Вурнарський район)
Бурта́си (рос. Буртасы, чув. Пăртас) — присілок у складі Вурнарського району Чувашії, Росія. Адміністративний центр Буртасинського сільського поселення.
Населення — 1101 особа (2010; 1221 у 2002).
Національний склад:
- чуваші — 100 %